# Shaki (Armenia)
Shaki (in armeno Շաքի) è un comune di 1 611 abitanti (2010) della Provincia di Syunik in Armenia.